# لوییس فرناندو مونتویا
لوییس فرناندو مونتویا (انگلیسی: Luis Fernando Montoya؛ زادهٔ ۲۳ ژوئیهٔ ۱۹۵۷) سرمربی (فوتبال) اهل کلمبیا است.
وی در سال ۲۰۰۴ تیم فوتبال Once Caldas کلمبیا را قهرمان جام لیبرتادورس کرد و همان سال مربی برتر سال آمریکای جنوبی انتخاب گردید.